# 翼神世音
《翼神世音》，又譯《翼神傳說》（日語： / 英語：），日本科幻電視動畫，全26集。2002年1月21日至9月10日於富士電視台首播。
動畫由BONES製作，導演是首次執導動畫的出淵裕，人物設計則由山田章博擔任。2003年推出由電視版改編成的劇場版《翼神世音 多元變奏曲》。2002年在日本推出了同名小說，由大野木寬編寫，中文亦於2006年出版，譯者K.K.。

## 故事簡介
21世紀初，日本的首都東京被外部入侵者「姆」（Mu）用半圓形的障壁與外界隔絕，身處障壁外部的人稱該障壁為「東京木星」（Tokyo Jupiter，因障壁的外觀酷似木星），身處內部的人則相信“東京以外的世界已經滅亡”。數年之後，居住在東京的主角神名綾人在趕往模擬考試的試場途中，遇上了電車意外。綾人在尋找救援的途中，遇到了一名神秘少女“美嶋玲香”，並在她的引導之下，到了一座地下神殿。此時，東京上空突然出現了會“唱歌”的神秘“物體”，並與綾人產生了“共鳴”，使他在神殿倒下了。在混亂的意識之中，綾人說了一聲“翼神世音”。然後，神殿內的“巨人”覺醒了......

## 登場人物

### 主角群
神名綾人（配音員：下野紘）
17歲的高中生，生活在東京木星內，因為Overlord作戰（出自二次世界大戰的「大君主作戰」）的關係，搭上了翼神世音，成為其駕駛員（奏者）。
美嶋玲香（神名玲香）（配音員：坂本真綾）
17歲的高中少女，綾人的同班同學，但所有人看見她的反應似乎都是第一次見到（除了綾人的母親麻彌），其真實身分為翼神世音的「伊修特利」，劇場版中此設定刪除，玲香成為綾人與遙的孫女。
如月久遠（配音員：桑島法子）
如月樹的義妹，肉體年齡為17歲，但實際年齡卻已經不只17歲，由於她不肯長大，因此停留在17歲的她保有奏者的資格，為神名麻彌的親人（雖然外表較年輕，但其實是麻彌的姊姊），姆族的名字為「庫恩．阿魯．帕蒂斯」。最後與黑色之卵中的黑翼世音融合升級為神，但因為對調律前的現世的無法割捨而在奏者的戰鬥中敗給了綾人（有一說是久遠故意敗給綾人），後化為綾人和遙的女兒「神名久遠」（劇場版戰鬥結束後下落不明）。
紫東遙（14歲：美嶋遙）（配音員：久川綾/劇場版14歲：坂本真綾）
聯合國轄下對姆戰略研究機關TERRA情報部門第二諜報課所屬特務大尉，舊姓為美嶋，在第一次姆大戰發生前，曾經是綾人的女朋友。對綾人特別關心，在綾人和翼神世音融合前接受綾人的示愛，最後在她為了見到綾人而駕駛戰鬥機衝上雲霄，被已經成為神但是失去人類記憶的綾人從口中發射衝擊波殺死，世界由綾人重新創造後，她已經和綾人結婚，並且育有一女。美嶋玲香則是伊修特利參照綾人記憶中的紫東遙（電視結局的短片），劇場版中最後則是以60年後和孫女神名玲香講起綾人的故事，並與成為「時間觀測者」的綾人一同消失。

### TERRA相關者
紫東惠（配音員：川澄綾子）
遙的妹妹(劇場版中為同母異父)，TERRA的見習操作員，因討厭上學而進入TERRA工作，單戀著八雲，在得知八雲和金的關係之後便傷心地退出這段三角關係，並將心意轉寄託至綾人身上，只是在得知遙的舊情人為綾人之後又再度遭受打擊，隨後便「口頭上」聲稱退出爭取綾人的行列，但實際上態度仍頗待玩味...(劇場版關於綾人與惠的曖昧情節全面刪除)
金湖月（配音員：折笠富美子）
TERRA的操作員，韓國人，父母在第一次穆大戰時死亡，因此她對姆族有極大的恨意。和八雲總一交往中，更懷下總一的骨肉。
八雲總一（配音員：宮田幸季）
聯合國轄下對姆戰略研究機關TERRA的副司令，軍階是少佐，功刀不在時則由他執行指揮工作，是一位有相當才幹的策士，在綾人覺醒為神，跟翼神世音合而為一後被綾人引起的衝擊波殺死。
艾菲‧哈迪亞特(Elvy Hadhiyat)
聯合國軍的皇牌機師，印尼人，和紫東遙是朋友，後來被納入TERRA的指揮，在綾人覺醒為神，跟翼神世音合而為一後被其引發的衝擊波殺死。
如月樹（配音員：宮本充）
隸屬TERRA的科學家，在根來島遺跡進行姆的專門研究，久遠是他的妹妹(TV版實際上是母親，此處母親乃基因提供者，非真實意義上之母親)，綾人是他的雙胞胎兄長。.一色真是他的舊相識。(劇場版則變更為久遠無血緣的保護者，單純是因為保護而起了愛慕之心)
功刀仁（配音員：中田讓治）
聯合國轄下對姆戰略研究機關TERRA的司令，外表冷峻，其實甚具人情味，曾經在第一次姆大戰時錯手以核彈殺死身處仙台的女兒，TV版中，他後來跟當時負責下令的九鬼正義在根來島的TERRA本部以根來神殿的木星系統同歸於盡，劇場版中則由他親手殺死巴貝姆，並迎向世界調律的瞬間。
一色真（配音員：関俊彦）
聯合國監察官，曾取代功刀擔任TERRA司令，在最後被伊修特利玩弄而精神錯亂。
六道翔吾（配音員：大塚周夫）
紫東姊妹的叔父，也是神名麻彌的養父和功刀仁的老師，和亘理士郎是舊識。
七森小夜子（配音員：田中敦子）
如月樹的助手，單戀著樹，最後由愛生恨錯殺了樹(劇場版中僅出現在功刀、八雲、遙等人的合照中，未正式登場)
亘理士郎（配音員：内海賢二）
TERRA的長官，是綾人的爸爸(因曾與神名麻彌結婚過，此處爸爸亦非血緣上之關係，乃婚姻關係所生之父子關係)，舊姓神名。(劇場版因故事開始前已逝世而未登場，關係為實父子)

### 東京木星（Tokyo Jupiter）相關者
朝比奈 浩子
綾人的同學，雖然和鳥飼交往，但是暗戀著綾人，後來她發現自己的血液變成藍色，並且和綾人離開東京木星後，被想保護她的綾人錯手殺死.
角色原形為《勇者萊汀》36話地獄の射手マダンガー登場的岬百合香。
鳥飼守（配音員：野島裕史）
綾人的同學，朝比奈的男朋友，事實上為姆族人，姆族的名字為（西諾．梅魯．巴蘭姆），後搭乘多雷姆「歐布利卡德(Obrigato)」，被和翼神世音同化的綾人引發的衝擊波殺死。
神名麻彌（配音員：橋本一子）
綾人的母親（TV版中為義母，劇場版中為親生母親），經常因為從事研究而不在家，實際上是姆族人的領袖，為逆神隱現象中出現的少女之一，在被六道翔吾收養後改姓六道。原本也具有奏者的資格，但因年齡關係而喪失資格(劇場版則是得到資格的時候生了綾人，因而把資格轉讓給他)，在姆世界中的名字為。
九鬼正義（配音員：大塚芳忠）
姆東京總督府的防衛指揮執行責任者，軍階為一佐，曾經是功刀的上司，不過比功刀無能，在東京木星被一色真強行消除後，以多雷姆「拉爾戈（Largo）」的形態率軍攻打位於根來島的TERRA本部，被功刀仁以啟動本部木星系統的方式殺死，由於劇場版中關於功刀和九鬼的一切恩怨全被剪掉，因此九鬼和三輪單純只是麻彌的部下而已。
三輪忍（配音員：淺川悠）
與九鬼同樣是麻彌的部下，軍階是一尉，內心極度恐懼麻彌，爾後搭上多雷姆「亞雷格雷特（Allegretto）」，被艾菲搭乘的伯米安殺死。

### 巴貝姆財團相關
海蓮娜‧巴貝姆（Helena Barbem)
曾經以為自己可以擔任奏者，但巴貝姆爵士的話語卻打碎了她的心；雖厭惡久遠，卻始終無法下手；喜歡樹，卻一直表達不了心意；後來帶著伯米安來到TERRA，最後成為巴貝姆的靈魂容器。
埃倫斯特‧馮‧巴貝姆（Ernst von Barbem）（配音員：家弓家正）
巴貝姆財團主席，是一切事件的始作俑者，真實身分為姆世界中的神官「納卡爾兄弟」之一，自從來到這世界後不斷的替換自己的身體，為了迎接最後之時，將靈魂換到海蓮娜的身體，在看見兩架世音調律世界之後被貳神殺死（劇場版中改成他無法接受綾人的想法，之後被功刀仁殺死）。
貳神讓二（配音員：堀勝之祐）
本名十文字猛(小說版中也將該名字設為假名，因此在小說版中本名為不明)，天戶通訊的記者，實際上是聯合國第六課的軍人（劇場版刪除）。

## 專有名詞
東京木星（TOKYO JUPITER）
姆族人為了將東京與外界隔絕而所造出的一個半圓形次元障壁，因外觀看起來與木星雷同而得名（見第3話）
障壁的大小大約是以東京為中央畫出的半徑50公里的圓（見小說版第一集中綾人的描述），障壁內外時間流逝速度不同，兩者的時間相差了六倍，也就是說障壁內的一秒相等於障壁外的六秒（也有相差四倍的說法，見第4話與劇場版）。
障壁內的住民已被姆族人洗腦，並沒有發覺到自己已和外界隔絕的事實（他們知道的是：障壁外的世界已被不知從何而來的侵略者消滅）。
TERRA（テラ）
世界语"TERENO EMPIREO RAPIDMOVA REAKCII ARMEO"的首字母缩合词。日文：最高天特区機動軍，英文：Earth Empire Rapid Response Army。
奏者（Ollin）
可駕駛世音並使世音覺醒，以調律世界的人稱為奏者， 劇中可確定具有奏者資格的人為綾人與久遠，且奏者的資格與年齡有關，唯有17歲時才具有奏者之資格；因此樹、麻彌雖然都曾具有奏者資格，但都因年齡過大而喪失資格。
Ollin奏者的出於部分非洲語文的樂手的意思。
Ollin在中美洲阿茲特克神話中為第五太陽紀的太陽神象徵圖徽，意為「動盪不安」。
世音系統（ゼフォンシステム、Xephon System）
姆族神官「納卡爾兄弟」為了預防他們的世界遭到毀壞而製造的系統，但在正式啟用之前世音系統卻先啟動了，因此姆族人只能利用現有的技術將麻彌和久遠送進次元迴廊製造出逆神隱現象，並等待世音系統正式出現啟動的那天。
世音系統由隱藏於東京世音神殿中的「翼神世音（ラーゼフォン、Rahxephon）」和根來島的根來神殿中的「黑翼世音（ベルゼフォン、Bellxephon）」兩者組成，失去一方的話，只能用多雷姆代替，但效果遠遠不及兩者一起進行。
「世音（せいおん）」這個字在日文的讀音和「聲音」這個字一樣。
伊修特利（イシュトリ、Ixtli）
中美洲阿茲特克神話中代表「臉」的意思。帶領奏者成長並與世音融合的存在，欲進行世界的調律則奏者、伊修特利與世音三者缺一不可。
伊修特利會以奏者最關心之人的外形出現（綾人之伊修特利為14歲的遙，久遠之伊修特利為綾人），其具有一定的自主性，且可以影響人的記憶（見第14話世音與多雷姆戰鬥）與操縱物體（見第2話遙的戰機被操縱）。
多雷姆（ドレム、Dolem）
姆的超級兵器，長相類似前衛藝術家做出的陶土人形（小說版中艾菲的第一人稱說法），以聲音做出的共鳴波為攻擊武器，因此破壞力超強，人類的武器對其一點作用也沒有，只有翼神世音和伯米安系列才能破壞。
多雷姆則分成以下數種，名字幾乎都是音樂用語：
亞雷格雷特（Allegretto）
動畫第一集登場，是最常登場的多雷姆，其中一架由三輪忍駕駛，後被艾菲駕駛的伯米安摧毀。
亞雷格雷特在音樂術語中指的是小快板。
弗爾特斯摩（Fortissimo）
動畫第一集登場，陶土人形裡模樣像女人形狀的多雷姆，身體呈現紅色，腿部有點像o型腿，在第二集對伊修特利發動攻擊而被翼神世音摧毀。
弗爾特斯摩在音樂術語中指的是極強的音。
格拉貝（Grave）
動畫第四集登場，模樣如一白色水壺，是第一架入侵TERRA本部的多雷姆，最後被翼神世音摧毀。在音樂術語中指的是莊板（每分鐘拍數約=40）。
里塔丹多（Ritardando）
動畫第六集登場，有特定的行進路線，是毀滅澳洲坎培拉並造成金的父母親身亡的元兇
里塔丹多在音樂術語中指的是漸慢。
弗爾贊多（Forzando）
弗爾贊多在音樂術語中指的是強音（Forte）。
斯弗爾贊多（Sforzando）
斯弗爾贊多在音樂術語中指的也是強音（Forte）。
法瑟托（Falsetto）
最初在動畫第十三集登場，模樣有如一巨大蘑菇，試圖捕捉翼神世音與久遠，失敗，被翼神世音的光劍摧毀。
法瑟托在音樂術語中指的是假音。
亞佩吉歐（Arpeggio）
亞佩吉歐在音樂術語中指的是琶音。
亞特涅托（Alternato）
亞特涅托在音樂術語中指的是任意音。
薇布拉特（Vibrato）
在動畫第十九集登場，操縱者是附身在朝比奈浩子身上的姆人，後被翼神世音破壞，但朝比奈浩子也跟著死亡。
薇布拉特在音樂術語中指的是顫音。
情節參考自《勇者萊汀》36話登場的豪雷巨烈獣マダンガー。
拉爾戈（Largo）
動畫第二十三集登場，是超巨大型多雷姆。
拉爾戈在音樂術語中指的是最緩板。
歐布利卡德（Obrigato）
動畫第二十五集登場，模樣和翼神世音相似，是姆一方為了確保世音系統在翼神世音或是黑翼世音脫離他們控制的時候還能正常啟動的備用品。
歐布利卡德在音樂術語中指的是助奏。
梅特諾姆（Metronome）
安置在東京木星中的多雷姆。
梅特諾姆的意思是調音器。
斯塔卡多（Staccato）
斯塔卡多的意思是附點音符。
布里安提（Brillante）
載運歐布利卡德的台座形多雷姆
布里安提在音樂術語中指的是「以輝煌的感覺演奏」。
伯米安（ヴァーミリオン、Vermilion）
巴貝姆財團利用姆的技術製造出來的，能夠破壞多雷姆的兵器，其真實面貌是一色和樹在小時候看到的泥人偶，也是多雷姆的一種，其實是巴爾班財團用來預防翼神世音或是黑翼世音脫離他們控制的時候使用的調律用器具。
伯米安是朱紅色，可能是從艾菲專用機的顏色而來。
修拜魯茲（シュバルツァー、Schwarz）
伯米安的進階版，駕駛員是一色的複製人。
修拜魯茲在德文的意思是「黑色」，可能也是由外裝甲顏色而來。

## 音樂

### 主題曲
片頭曲
（Hemisphere）
作詞：岩里祐穗，作曲、編曲：菅野洋子，主唱：坂本真绫
片尾曲
（yume no tamago）（部分的集數使用不同的段落和英文版）
作詞、作曲、編曲：橋本一子，主唱：橋本一子、
劇場版片尾曲
「tune the rainbow」
作詞：岩里祐穗，作曲、編曲：菅野洋子，主唱：坂本真绫

### 插曲
最重要的是久遠不時哼唱一首歌曲，是出於帝俄古典音樂歌劇，鮑羅丁所作的伊戈爾王子的歌曲韃靼人舞曲。

## 各話標題
| 電視版標題 | 中文翻譯                                            | 小說版（大野木版）標題                           |
|            | 第1樂章 首都侵攻-Over Lord-                         | 首都侵攻                                         |
|            | 第2樂章 神人覺醒-Awakening-                         | 神人覺醒                                         |
|            | 第3樂章 兩人的小鎮-Welcome To Our Town-             | 綾人與遙                                         |
|            | 第4樂章 自己的時鐘-Watch The Year Hand-             | 兩只手錶                                         |
|            | 第5樂章 根來神至-On Earth As It Is In Heaven-       | 根來神至                                         |
|            | 第6樂章 消滅都市-Lost Songs Forgotten Me-           | 寂靜之家                                         |
|            | 第7樂章 集合之日-Phantom In The Cloud-              | 聚集之日                                         |
|            | 第8樂章 凍結的聖夜-The Dreaming Stone-              | 凍結的聖夜                                       |
|            | 第9樂章 時之祠-Sanctuary-                           | （小說版沒有此段）                               |
|            | （中文版DVD並沒有這集）                             | （小說版應該是用「貳神讓二的報告」取代這集）     |
|            | 第10樂章 追憶的奏鳴曲-War In The Rememberance-      | 追憶的藍色奏鳴曲                                 |
|            | 第11樂章 虛邪迴路-Nightmare-                        | 虛邪迴路                                         |
|            | 第12樂章 黑卵-Resonance-                            | 黑卵與卵調律卵                                   |
|            | 第13樂章 人類標本第1號-Sleeping Beauty-             | 人類標本第一號                                   |
|            | 第14樂章 鏡中的少年-Time After Time-                | 鏡中的少年（小說版第14樂章和第15樂章順序有調換） |
|            | 第15樂章 孩子們的夜晚-Child Hood's End-             | 「孩子們的夜晚」之章                             |
|            | 第16樂章 別人的島-The Moon Princess-                | 他人的島                                         |
|            | 第17樂章 返回迷宮-Ground Zero-                      | 返回迷宮                                         |
|            | 第18樂章 藍血的羈絆-The Memory Of A Lost City-      | 藍血的羈絆                                       |
|            | 第19樂章 藍色的朋友-Ticket to Nowhere-              | 藍色的朋友                                       |
|            | 第20樂章 彩飾之人（綾人）的戰鬥-Interested Parties- | 彩飾之人的戰鬥                                   |
|            | 第21樂章 世音的印記-Good Bye My Friend-             | 世音的刻印                                       |
|            | 第22樂章 木星消滅作戰-Down Fall-                    | 木星消滅作戰                                     |
|            | 第23樂章 從現在到永遠-Where The Sweet Bird Song-    | 從現在到永遠                                     |
|            | 第24樂章 前往調律的門扉-Twin Music-                 | 前往調律的門扉                                   |
|            | 第25樂章 神的不確定音-Deus Ex Machina-              | 神的不確定音                                     |
|            | 最終樂章 遙遠的彼方-Time Enough For Love-           | 遙遠的彼方                                       |
|            | （TV未播出）                                        | （小說無此集內容）                               |

## 電視動畫和劇場版的分別
出發點的分歧
TV版本以神名綾人的視點為出發點，劇場版則著重以紫東遙的角度作出發點，並增加東京木星的形成過程。
設定上的更改
劇場版中伊修特利相關設定刪除，關於世音的設定則改為「時間觀測者」，玲香的樣貌則由綾人的孫女繼承，並在片尾總結（能夠看到在太平洋上出現的姆大陸）
綾人的親子關係
TV版本中，綾人的爸爸是亘理士郎，貳神在故事後半道出他的舊姓，小說版中是六道說出的，在小說中則提到他與綾人並非血親。因此綾人在TV版及小說中皆未有真正意義上之父母，乃為奏者製造計畫之產物。而劇場版則設定了麻彌與另一位身分不詳之男子為其親生父母（只提及過他姓神名，已經身亡）。
巴貝姆的立場
TV版本的他純粹為了親眼見到已經升格為神的綾人和久遠其中一方勝出後所出現的景象，劇場版的他則是想藉著成為神的綾人重建一個屬於姆的世界。
殺死巴貝姆的人
TV版本是貳神讓二，劇場版則改成功刀仁（因為功刀和九鬼的恩怨在劇場版中被刪除了）。

## 電視動畫和小說版（大野木版）的分別
視角
全動畫視角為以綾人為中心，其他角色的內心想法沒有表現出來。但大野木版的小說，是以第一人稱的角度來構成，雖然主要的第一人稱還是綾人觀點，但中間插入了多人的第一人稱視角。故此，不同角色的想法，動作行為背後的原因動機均表現出來。
情節
大野木版小說對於故事作了修改，著重人物之間的互動，而對於戰鬥場面作了大幅的刪減。而且，事件先後也作出修改，例如，綾人在大君主作戰發生時，在小說並沒有與美嶋玲香進行對話，也沒有入醫院，遙也沒有將翼神世音的相片給綾人看；在小說中，遙對綾人露出受傷的表情後，綾人因為不解於是與她同行，並前往國土保衛廳。在TV版中，綾人很少碰到生死交關的時候，但在小說版中，他有從鬼門關前走了一遭的描寫。
設定
真聖翼神世音的部份，大野木版的描述中久遠和綾人是邊對話邊戰鬥；TV版的部份則是奏者在「真實的心臟」的世界中會面，戰鬥則是由依修特利進行戰鬥。另外，大野木版的設定中，綾人在2012年的時候是遙的學長；TV版和劇場版中兩人是同年的。
註：以上所提差別是小說版第一集至第五集完結篇與電視版的差別，短篇小說集「夢之卵」是以電視版的設定為準。

## 致敬原作
勇者萊汀
新世紀福音戰士

## 外部連結
日文官方網頁 （页面存档备份，存于）
英文官方網頁 （页面存档备份，存于）
互联网电影数据库（IMDb）上《翼神世音》的资料（英文）